# Bibliothèque médiathèque municipale de Vevey
 (juin 2020).
Si vous disposez d'ouvrages ou d'articles de référence ou si vous connaissez des sites web de qualité traitant du thème abordé ici, merci de compléter l'article en donnant les références utiles à sa vérifiabilité et en les liant à la section « Notes et références ».
La bibliothèque médiathèque municipale de Vevey est une bibliothèque municipale fondée en 1805. Financée par la ville de Vevey, elle se situe dans le canton de Vaud, en Suisse romande, au bord du lac Léman.
Elle est installée dans un bâtiment principal, sur les quais de la ville, bâtiment dans lequel elle assure sa mission publique d'accès à la culture par le bas, de prêt de documents et d'actions de médiation culturelle. La bibliothèque est composée d'un espace jeunesse, un espace jeunes adultes, adultes ainsi qu'une zone documentaire et un espace réservé aux jeux vidéo (espace Pixel). La salle de lecture permet à tout un chacun de venir étudier ou lire dans une zone calme. Le reste de la bibliothèque n'est pas soumis au silence.
Un autre bâtiment lui est complémentaire, il s'agit du fonds Françillon, où se trouvent des ouvrages plus anciens, notamment l'ouvrage emblématique du Projet d'une bibliothèque à Vevey.

## Histoire

### 1805: fondation de la bibliothèque
Les origines de la bibliothèque municipale remontent au XVIIIe siècle, lorsque sous l'impulsion de deux sociétés locales, la Société d'émulation et la Société littéraire, le Projet d'une bibliothèque à Vevey fait son apparition. Cette dernière société disposait déjà d'un fonds littéraire, qu'elle a mis à disposition comme base de départ pour la future bibliothèque. La Société d'émulation du canton de Vaud est née en 1802, avec le docteur Louis Levade à sa tête comme président, et a pour but de rendre accessible la connaissance à toute personne intéressée. Dans une vision philanthropique, ce groupement était constitué majoritairement d'intellectuels libéraux qui s'inscrivaient dans la tradition des Lumières d'éduquer et instruire les  classes populaires. Une assemblée se réunit alors le 4 mai 1805, et les choses s'enchaînent rapidement. La Commission directrice de la bibliothèque se réunit ensuite le 16, et le 30 elle se met d'accord sur une première version d'un règlement. Le 21 juin, le catalogue méthodique du fonds contient 485 titres, en 1 210 volumes. Deux bibliothécaires sont alors en poste, Couvreu de Morrens et Dejoffrey. Le nombre total de membres se monte alors à 66 personnes, en plus des 18 membres préalables de la Société littéraire. Cette dernière amène au fonds de livres ses 1 041 volumes. Tous sont alors copropriétaires de la bibliothèque, moyennant 80 livres de frais de paiement pour les membres de 1re classe et 24 livres pour les membres de 2e  classe ; il n'y a pas d'abonnés. L'ouverture au public se met en place à partir du 14 décembre 1805. Chaque année, une assemblée permet de faire le point sur la situation et les nouveaux enjeux. La présidence de la commission est assurée par le docteur Louis Levade (1748-1839) jusqu'en 1824. Ce dernier, tout comme Couvreu et Dejoffrey, a joué un rôle important dans la fondation de l'institution.
L'emplacement de la bibliothèque se précise. Elle trouve sa place dans un espace du Nouvel Hôpital, qui se trouvait à la rue du Simplon 38, et dont la construction a été réalisée entre 1734 et 1738. Elle y reste jusqu'en 1896, bien qu'elle se déplace de local et d'étage à trois reprises (1815, 1840, 1851). Cet espace mis à disposition par la municipalité permet une ouverture publique tous les samedis de 10 h à 12 h, dès le 14 décembre 1805. Les personnes non-membres s'acquittent d'un abonnement annuel de quatre livres pour accéder à la consultation.
Le fonds de base est rapidement enrichi grâce à de multiples dons. Dejoffrey ajoute 178 volumes en juin 1805, Couvreau en amène cent, Vincent Perdonnet donne neuf titres en 140 volumes en avril 1807. Le Cercle de la Placette dépose quatre périodiques qui représentent 345 volumes. Des livres sont également achetés, on en dénombre 212 titres en 832 volumes en 1805. Rapidement, le fonds va doubler de volume. En novembre 1804, les membres de la Société littéraire sont au nombre de 18. Le catalogue est imprimé pour la première fois en juillet 1806, et est accompagné d'un règlement. La classification des ouvrages se fait en quatre classes : sciences intellectuelles, sciences naturelles, littérature et mélanges, histoire et voyages, pour un total de 890 titres en 3 150 volumes, incluant à ce calcul les périodiques. Aux deux bibliothécaires cités précédemment s'ajoute Chavannes Comte, qui œuvrera jusqu'en 1820. Le catalogue gonfle et sa mise à jour papier est imprimée en juillet 1810 : 27 bienfaiteurs au total, avec 240 titres en 840 volumes ont été ajoutés. Bien que le fonds soit plutôt « modeste », selon les dires du catalogue de 1810, la bibliothèque rencontre un grand succès, et il devient rapidement nécessaire d'engager un aide-bibliothécaire salarié. Chavanne Comte étant parti et Dejoffrey étant décédé, la commission directrice n'arrive pas à disposer de deux bibliothécaires, et décide alors que « chacun des membres sera bibliothécaire à son tour pendant deux mois » (PV du 24 décembre 1821). Ainsi, pendant quatre ans, entre 1822 et juillet 1826, les responsabilités s'alterneront entre les membres, jusqu'à ce que la commission décide de nommer un bibliothécaire salarié (64 livres par an).
Cependant les moyens financiers de la bibliothèque sont modestes, et tous les achats de nouveautés ne peuvent se faire. L'exemple des frais de reliure est cité le 6 février 1823 par la commission directrice, frais qui empêchent l'achat de livres, « à moins qu'il ne se présente quelque occasion d'en acheter à bon marché » (PV de ce même jour). Pour régler le problème, l'idée est alors d'augmenter le nombre de membres, en diminuant la taxe d'inscription de 100 à 64 livres pour la première classe, et de 30 à 24 livres pour la seconde. Par ailleurs, les horaires d'ouverture sont élargis et les documents sont maintenant accessibles le mercredi et le samedi de 11 h à 12 h. La démarche semble porter ses fruits dans la mesure où 28 personnes deviennent nouveaux membres de première classe en 1826 et 1827. En 1836, un nouveau catalogue ainsi qu'un nouveau règlement sont imprimés ; on y stipule alors que « la Bibliothèque publique de Vevey est un fonds indivisible et inaliénable : en cas d'extinction de tous les descendants mâles des membres copropriétaires, elle deviendra la propriété de la Ville de Vevey ». Depuis le premier catalogue en 1806, c'est plus que le double de titres qui ont été enregistrés, passant ainsi de 890 à 2 300. À cette période, 60 font partie de la première classe, 28 autres de la 2e classe. Le nombre de bienfaiteurs s'élève à 51 personnes. Dans les dons réalisés, il faut noter en 1834 celui de Couvreu de Saussure, avec 180 volumes et 80 brochures.

### 1830 - 1850: établissements de règles et problèmes financiers
Dans le règlement de 1834, la commission directrice avait pris soin de préciser son rôle de surveillance des bibliothécaires et celui des membres d'« inspecter la bibliothèque à tour de rôle ». Mais cette mesure n'est dans un premier temps pas respectée, et il faudra rappeler les membres à l'ordre à plusieurs reprises. À titre d'exemple des dysfonctionnements on citera le bibliothécaire et son adjoint qui empruntent plus de volumes que permis, et font profiter leur entourage de ces avantages. Par ailleurs, un grand manque de rigueur se note dans la tenue du registre des prêts, ce qui cause la perte de plusieurs ouvrages. Le catalogue se compose alors de très de 12 000 volumes, entre des livres d'histoire, de voyage, de littérature, mais également à destination de la jeunesse. En plus petit nombre se trouvent ceux qui traitent des sciences exactes, morales et politiques. En mars 1839 et en mai 1843 notamment, des procès-verbaux signalent des abus dans les prêts de livres. La responsabilité des bibliothécaires est rappelée pour mieux surveiller la bibliothèque et assurer les services. Le 1er juillet 1850, la commission directrice serre la vis sur l'ordre, la propreté, la régularité, le rangement et le prêt des livres. Il faut noter que jusqu'en 1845, la bibliothèque était en libre-accès, ce qui peut en partie expliquer ces problèmes. La proposition du 29 décembre 1821 par un des membres de construire « des barrières pour empêcher les personnes qui viennent à la bibliothèque de s'approcher des livres » se voit refusée. Le 12 juin 1843, alors que la bibliothèque est nouvellement installée depuis trois ans dans une salle au rez-de-chaussée, la commission souhaite « isoler complètement les livres » (PV de ce même jour). Cette demande sera réalisée en avril 1845, et se prolongera même lors du déménagement de 1851 au deuxième étage du bâtiment de l'Hôpital.
Les soucis financiers réapparaissent ponctuellement et empêchent le fonctionnement optimal de la bibliothèque. Au printemps 1848, « le manque d'argent a fait suspendre les nouvelles acquisitions de livres et différer l'impression du supplément du catalogue » (PV du 25 mars). Pour remédier à ces ennuis, un abonnement de trois mois est introduit : 25 batz pour deux volumes, 18 batz pour un volume. Delafontaine, un des bibliothécaires en place entre 1828 et 1855, doit se procurer un aide, mais à ses frais. Heureusement, de multiples dons permettent de compléter et augmenter les collections: celui de Louis Levade de 88 titres en 107 volumes, d'ouvrages anciens et précieux en latin, dont les deux tiers ont pour sujet les sciences ; celui de Mme Zollikoffer et son gendre Hottinger en août 1854, avec 130 titres en 360 volumes, dans tous les domaines, dont une moitié sont en allemand.

### 1850 - 1890: stagnation
Alors même que ses murs sont ouverts trois fois par semaine, que dès 1855 l'âge de souscription est abaissé et que les filles peuvent commencer à emprunter, la bibliothèque connaît une période de stagnation dans le troisième quart du siècle. L'assemblée générale du 22 novembre 1856 ne peut délibérer au vu du nombre trop petit de membres présents. Ces réunions se raréfient de plus en plus. En mars 1863, décision est alors prise de faire davantage connaître la bibliothèque au public, et l'on s'en remet alors à la presse. En novembre 1866, le président Marc de Montet démissionne, et son poste n'est pas immédiatement repourvu. La situation se complexifie tant que la commission directrice décide en mars 1869 pour la première fois de convoquer une assemblée générale annuelle des copropriétaires au moyen d'une circulaire de deux pages exposant la situation de l'institution, et dans le but de « raviver si possible l'intérêt du public en faveur de la bibliothèque ». Toutefois, il faudra attendre mars 1873 pour que cette circulaire soit réellement envoyée. Le succès de la démarche est modéré, avec notamment l'admission de sept nouveaux membres de première classe. Par ailleurs, le 3 mars 1873, un début d'incendie détruit 22 volumes et endommage sérieusement 22 autres, dont l'Encyclopédie de Diderot et d'Alembert, et les œuvres de Voltaire. La baisse des frais d'abonnement incite les abonnements, et l'on passe de 42 à 78 personnes lors de l'année 1874. Les frais d'abonnements pour les non-copropriétaires varient en fonction du nombre d'années et de volume, entre minimum trois francs et maximum dix francs.
À la fin de cette même année, la commission s'ouvre aux membres du corps enseignant en leur facilitant l'accès à la bibliothèque au travers d'une demande à la commune d'un soutien de cinq francs par an pour chaque emprunteur, jusqu'à concurrence de cent francs. Ils en dénombrent vingt dans un premier temps. Dans la foulée, la confection d'un nouveau catalogue contenant l'ensemble du fonds est mis en place bénévolement par Albert de Montet (décédé en 1920) et Paul Chavannes, le caissier de l'époque, avec plus de 12 000 volumes. Le financement de cette nouvelle version se fait au moyen d'un emprunt de 1 000 francs et d'un appel général à la population pour un soutien financier et des dons d'ouvrages. La bibliothèque ferme alors ses portes pour commencer à réaliser ce travail dans les meilleurs conditions. Elle rouvre ses portes le 1er mars 1875, avec 12 646 volumes et, alors que la nouvelle version manuscrite est disponible à la consultation sur place, elle est imprimée officiellement en juin 1875 avec une nouvelle systématique et une nouvelle cotation dans le fond. Vingt-cinq classes apparaissent, désignées par vingt-cinq lettres de l'alphabet, se calquant ainsi sur les principes de la bibliothèque cantonale. Pour maintenir cet élan de renouveau, la commission directrice rédige un premier rapport sur l'exercice 1874-1875, lequel sera publié dans le Journal de Vevey le 27 juillet 1875. Au début de l'année 1874, 42 abonnés étaient inscrits dans les registres, et en décembre, on en dénombrait 78. Une année plus tard, le 12 mars 1875, une lettre est envoyée à la population veveysannes pour inviter de nouveaux membres. Dans la même idée, un exemplaire du catalogue et du règlement sont systématiquement déposés dans les pensions et hôtels de la Ville (PV du 1er novembre 1877).
Au vu du peu de résultats et du « petit nombre de nos abonnés », la commission décide que la bibliothèque ne sera momentanément plus ouverte le jeudi, à partir du 4 janvier 1883. Une nouvelle phase de stagnation s'abat sur la bibliothèque, alors même que Jean-Henri Nicod offre un don de mille francs en 1884 et que Leirens, un jurisconsulte belge, lègue sa bibliothèque en octobre-novembre 1886. D'autres dons viennent compléter ceux-ci, comme ceux de Genton-Rusch (80 volumes, dont 22 en anglais), de Marcusen (100 volumes divers) ou ceux des héritiers de la comtesse de Waldenbourg (264 volumes dont une grande partie sont en anglais, en allemand et en hollandais). La situation financière et générale est telle que la commission est même prête à céder la bibliothèque à la ville.

### 1890-1910: brève renaissance
Ayant déménagé dans le nouveau musée Jenisch en 1896, la bibliothèque connaît à la fin du siècle une brève période de renaissance grâce à une aide financière de la commune, des articles dans la presse, la nomination d'un conservateur et une volonté retrouvée de se développer. Ce déplacement est notamment permis grâce à un legs de Mme Fanny Jenisch, veuve du sénateur hambourgeois, qui offre 200 000 francs « pour la construction d'un petit musée dans lequel pourront trouver place des objets d'arts tels que tableaux, antiquités et la bibliothèque assez considérable de la ville ». Le musée est inauguré le 10 mars 1897. Le fonds compte alors environ 20 000 volumes. Le samedi 15 septembre 1894, un concert en faveur de la bibliothèque a lieu à 14 h à Clarens ; ce sont Marie Géniaux, soprano, et Lucy Pavillard, pianiste, Oscar Nesse, violoniste, et M.E.C., violoncelliste, quia animent ce moment musical. L'idée de la formation d'une « bibliothèque musicale » (PV du 8 avril 1896) émerge, tandis que la salle de lecture du musée Jenisch s'ouvre trois soirs par semaine à partir du 2 décembre 1898. Mais cette dernière ne reste ouverte que jusqu'en 1901, et ferme ensuite ses portes au vu de la faible fréquentation. La bibliothèque revient sur ses horaires d'ouverture, et annonce que, « provisoirement », elle n'ouvrira plus le jeudi.
Un dernier catalogue imprimé réunit les précédents et réunions en 1908 et on y note l'ajout de 15 000 titres depuis 1875, représentant ainsi une moyenne de 45 titres par année. Ce catalogue marque une nouvelle étape dans le catalogage, car les livres ne sont plus classés au rayon par matière mais par format. Ils sont également cotés différemment, certainement pour des raisons de place.
Une femme fait son apparition à la bibliothèque, Mlle Reitzel, licenciée en lettres et professeure au collège de Vevey. Elle est engagée temporairement à la révision et au nouveau supplément du catalogue, dans la seconde moitié de l'année 1906. La même année, en août, Jeanne Cuénod est nommée secrétaire. La première femme bibliothécaire n'arrive quant à elle pas avant 1954, sous le nom de Laurette Blanc.

### 1910-1935: une évolution floue
Lors de cette période d'environ vingt-cinq ans, la situation de la bibliothèque n'est pas très claire, car les procès-verbaux de ces années manquent. Malgré tout, quelques registres permettent d'avoir des informations. Le fonds s'est dans tous les cas enrichi d'environ 3 000 titres.
En mars 1937, l'institution compte 36 abonnés. Lorsque les procès-verbaux refont surface, la bibliothèque semble avoir traversé une période difficile. Le président Victor Cuénod, en charge jusqu'en 1963, devra prendre « les premières mesures nécessaires à la mise en état de la bibliothèque en vue de lui redonner vie » (PV du 23 juillet 1934). Cette réorganisation de fond se centre principalement autour de la mise en place d'un registre des entrées, d'un supplément tapuscrit au catalogue et de quatre catalogues topographiques (s.d., 1936, 1939, 1952).

### 1960-2000: la bibliothèque devient municipale
Au vu des difficultés et obstacles rencontrés, la commission directrice remet l'ensemble des livres de la bibliothèque à la ville de Vevey à travers une convention le 30 novembre 1962, qui prend effet le 1er janvier 1963. Par ailleurs, les conditions d'accès sont facilitées, et chaque lecteur a désormais la possibilité de choisir son propre volume. Ce libre-accès aux rayons permet notamment à la bibliothèque de gagner en popularité, tout comme les quelques articles dans le journal Feuille d'avis de Vevey. Ainsi, en 1964, la bibliothèque passe de 150 lecteurs à 350. La taxe unique d'inscription se monte alors à deux francs. Les quatre femmes bibliothécaires présentes totalisent dix-huit heures d'ouvertures hebdomadaires. La bibliothèque commence dès lors à prendre le visage qu'on lui connaît aujourd'hui. En 1969, un coin pour les jeunes est inauguré et en 1972 une phonothèque vient compléter le catalogue. La même année, la création d'un bibliobus permet de desservir plusieurs quartiers de Vevey et de ses alentours.
En 1979, l'écrivaine Clarrisse Françillon cède un fonds d'environ 5 000 volumes qui sont mis en libre-accès à partir de 1989. Il s'agit principalement de littérature française du XXe siècle. Le 1er décembre 1981, la bibliothèque fête sa 10 000e inscription, Marie-Claire Jaccaud, étudiante au gymnase de Burier, anciennement nommé Cessev. La jeune femme reçoit ainsi les félicitations de la conservatrice de l'époque, Louisette Rastoldo. La bibliothèque compte alors environ 20 000 livres en libre accès et 30 000 livres hérités de son fonds ancien.
En 1987, le fonds ancien de 35 000 ouvrages est déplacé dans la salle de gymnastique du collège du Clos, puis dans deux des abris antiatomiques du collègue Bleu en 1995. Ce fonds s'y trouve toujours, sans qu'il ait subi de changement dans sa cotation ou son classement. Un transfert temporaire de la bibliothèque a lieu entre 1988 et 1989 aux Galeries du Rivage, car le musée Jenisch subit des rénovations, puis les collections se dirigent vers 
L'informatisation de la bibliothèque se déroule en 1995, sous l'élan de Louisette Rastoldo, au moyen du logiciel OPSYS. L'opération prendra en tout deux années, sans pour autant que le catalogue du fonds ancien ait été numérisé. Cela étant, les services numériques permettent alors de consulter le catalogue en ligne, de faire du prêt entre bibliothèques en ligne et d'offrir aux utilisateurs et utilisatrices un accès public à Internet.

### 2000-2020: une institution renforcée et populaire
De 1 490 volumes prêtés en 1963, l'institution passe à  125 197 prêts en 2004. L'évolution, avec une ouverture et une inclusion du public, est donc flagrante. En 2005, la bibliothèque, forte de ses 55 000 ouvrages, fête ses 200 ans d'existence lors d'une célébration spéciale. Le 2 décembre de cette année, les lecteurs et lectrices mais également les membres des autorités politiques de la ville se sont réunis dans l'espace exigu, rappelant ainsi la volonté, voire la nécessité, de se déplacer au Quai Perdonnet. Plusieurs textes ont été lus par Magdalena Czartoryjska-Meier et Attilio Sandro Palese, et quelques intermèdes musicaux ont également ponctué la soirée, avec notamment des pièces classiques à l'accordéon. À l'époque municipale de la Culture, Madeleine Burnier a donné un discours sur la richesse de l'institution ainsi que son avenir . Une plaquette historique a été publiée à l'occasion de cet anniversaire.
Au milieu des années 2000, les ouvrages les plus empruntés dans la section jeunesse sont les innombrables petits bouquins de Max et Lili, et, pour la section adultes, les romans de l'autrice Agatha Christie. La collaboration avec les classes de la ville ouvre également la bibliothèque à de nouveaux publics, et les élèves s'initient aux joies de la lecture, invitant aussi à une augmentation et un renouvellement constant du fonds jeunesse.
Toute une série d'animations et d'expositions commencent à voir le jour pour dynamiser encore cet espace littéraire ; Maurice Denuzière, Claude B. Levenson, Laurence Deonna, Mousse Boulanger, Claire Krähenbühl, Shafique Keshavjee animent chacun leur tour les murs de la bibliothèque. La bibliothèque trouve son dernier logement, l'actuel, dans l'ancienne discothèque L'Insolite sur le quai Perdonnet. Accompagnée du Café des arts, aujourd'hui Café littéraire, la bibliothèque incite alors les lecteurs et lectrices à rester dans ses murs, flâner dans les rayons et s'offrir une boisson chaude pour accompagner leurs lectures sur place.

### Direction
La gestion de la bibliothèque a été réalisée par différentes personnes depuis sa création :
- Louis Levade (22 avril 1824) ;
- M. Couvreu-Hunziker (22 avril 1824 — été 1831) ;
- Jean Ausset (3 novembre 1831 — 15 mai 1843) ;
- Henri Miéville (19 mai 1843 — mai 1856) ;
- Louis de Montet (14 juin 1856 — 1er janvier 1862) ;
- Henri Hottinger (provisoire, 10 mai 1862 — 7 décembre 1863) ;
- Marc de Montet (7 décembre 1863 — 12 novembre 1866) ;
- Henri Hottinger (3 mars 1869 — 5 octobre 1874) ;
- Albert Cuénod (5 octobre 1874 — 1881) ;
- Victor Cuénod (1935-1963) ;
- Daniel Vuille (1963-1981) ;
- Louisette Rastoldo (1981-2002) ;
- Christian Graf (1er octobre 2002 — mars 2013) ;
- Yan Buchs (octobre 2013 — actuellement).

## Médiation culturelle
La bibliothèque médiathèque municipale de Vevey désire placer son institution comme un espace d'échange, de partage, qui permet de créer du lien social au niveau local. Le concept de troisième lieu est un des objectifs principaux des actions de médiation culturelle mises en place. Le programme est divisé annuellement en deux programmations, une pour les mois de janvier à juin, basée sur une thématique particulière, tandis que celle de juillet à décembre est plus libre.
Les programmes semestriels ont débuté en 2014 :
- septembre à novembre 2014 : bons baisers du Japon ;
- janvier à juin 2015 : deuxième programme semestriel ;
- juillet à décembre 2015 : La bibliothèque, un bouillon de culture accessible à tous ;
- janvier à juin 2016 : Cycle thématique « Plein écran ! », une réflexion originale sur l’influence des écrans sur notre société ;
- juillet à décembre 2016 : Célébration des 10 ans de la bibliothèque au Quai Perdonnet ;
- janvier à juin 2017 : Lancement du club de lecteurs, tournoi Just Dance, samedi des bibliothèques sur le thème de la famille…
- juillet à décembre 2017 : Lancement des ateliers DIY, jardinage, spectacles, concert de berceuses…
- janvier à juin 2018 : Une programmation 2.0 pour célébrer l'inauguration de l'Espace pixel ;
- juillet à décembre 2018 : Un programme éclectique et riche avec des invités exceptionnels ;
- janvier à juin 2019 : Une saison dédiée à la Fête des vignerons ;
- juillet à décembre 2019 : Rendez-vous réguliers ou ponctuels, une petite marque de fabrique ;
- janvier à juin 2020 : Un programme culotté, dédié aux sexualités.

Les bibliothécaires et auxiliaires participent activement à la vie de la chaîne Youtube au moyen de vidéos de « booktubing », présentant ainsi leurs coups de cœurs littéraires au public. La bibliothèque est présente sur différents réseaux sociaux animés quotidiennement tels que Facebook, Instagram, Twitter, Youtube et Discord.

## En marge — club de lecture
Depuis janvier 2017, ce club se réunit environ une fois par mois, d'habitude le dernier jeudi du mois, dans les murs de la bibliothèque. L'idée n'est pas de lire une œuvre commune mais bien de partager ses coups de cœurs littéraires, et pourquoi pas cinématographiques et sonores aussi, vu que la bibliothèque est aussi une médiathèque. Au noyau d'habitués se rajoutent fréquemment de nouvelles personnes qui désirent ouvrir leurs horizons littéraires et picorer des idées de lecture. Les coups de cœurs mentionnés sont ensuite mis en avant sur le site internet de la bibliothèque, et les membres du club ont également quelques avantages par rapport aux autres utilisateurs de la bibliothèque.

## L'Espace Pixel
À la suite du cycle thématique « Plein écran ! » organisé en 2016 portant sur l’influence des écrans sur notre société, aux diverses réactions des parents, et au constat que la fracture numérique chez les seniors, entre autres, est toujours une réalité, la bibliothèque municipale de Vevey a souhaité créer un espace numérique dans lequel divers supports et actions sont proposés. La démocratisation de l'accès au numérique s'inscrit dans la vision de la bibliothèque de Vevey d'être un terrain de jeux initiatique pour la culture, le loisir et la technologie. Le numérique en bibliothèques a aussi un rôle éducatif, social et divertissant qui permet à nos institutions de s'inscrire comme un acteur important dans l'apprentissage alternatif. Sont à disposition pour les utilisateurs :
- des liseuses à thème comprenant une quinzaine d’e-books chacune (classiques, polars, nouveautés, romans feel-good, etc.) ;
- des tablettes numériques avec Press Reader ;
- une borne d'arcade avec plus de 600 jeux anciens ;
- un coin lounge avec des consoles de rétro-gaming Atari et Nintendo ;
- des tablettes avec des jeux indépendants, une collection d'applications jeux, des jeux suisses, une sélection des jeux du moment sélectionnés par les bibliothécaires ;
- un ordinateur avec une collection de jeux disponible uniquement sur ordinateur (une vingtaine de jeux indépendants environ dont la moitié sont suisses) ;
- des consoles de jeux en alternance : Xbox, PlayStation…
- un fonds de jeux vidéo et d’applications numériques empruntables.

Le succès de cet espace est important. Tous les mercredis après-midi, les enfants et adolescents se pressent pour réserver telle console ou ordinateur pour y jouer. La mise en avant de jeux suisses est également un atout et une manière d'inciter les joueurs et joueuses à découvrir de nouveaux horizons vidéoludiques. Des tournois et événements spécifiquement liés au jeu vidéo sont organisés plusieurs fois par semestre.

## Grainothèque
Une grainothèque est un système d'échange de graines où chacun peut déposer et prendre des graines issues de cultures, sans engrais chimique, librement et gratuitement. La grainothèque permet de s’affranchir des semences standardisées qui nécessitent engrais et pesticides, de goûter aux variétés non commercialisées, de développer la biodiversité en milieu urbain, de transmettre les savoir-faire.
La présence d'une grainothèque en bibliothèque est une action qui place l'institution d'abord littéraire sur un plan de durabilité et d'échange citoyen, dans la vision de la bibliothèque en tant que troisième lieu.

## Archives
Une partie des archives de la bibliothèque est conservée aux archives communales de Vevey, sous la cote A orange 10 bis. S'y trouvent les anciens catalogues, les registres de procès-verbaux entre 1805-1908, puis entre 1934-1963, les livres de comptes entre 1805-1964, une partie des registres de prêts, ainsi que de la correspondance entre 1805-1964. Les archives restantes sont conservées aux côtés du fonds ancien; il s'agit là de l'autre partie des registres de prêts, les catalogues du XXe siècle non édités, les registres d'entrées entre 1936 — 1997, ainsi que les archives les plus récentes. Les archives communales de Vevey abritent aussi le registre des procès-verbaux de la Société d'émulation (1803-1805).